# Yoland Cazenove
Pour les articles homonymes, voir Cazenove.
Yoland Cazenove, né à Buzet-sur-Baïse le 10 janvier 1914 et mort à Orléans le 9 juillet 2009, est un peintre et céramiste français dont l'atelier était installé dans l'ancienne gare de Dry (France) dans le département du Loiret en région Centre-Val de Loire.  
Yoland Cazenove travaillait le grès à haute température (1 400 °C) et les reflets métalliques ou lustres. Toutes ses cuissons s'effectuaient au bois, dans les trois fours construits par ses soins.

## Biographie
Yoland Cazenove est né le 10 janvier 1914 à Buzet-sur-Baïse, au lieu-dit Campech (Lot-et-Garonne) dans une famille de cultivateurs.
Après sa scolarité à l'école primaire de Buzet puis à l'école primaire supérieure d'Aiguillon, il aide ses parents à la ferme entre 1929 et 1935.
Dès son enfance, il s'adonne à la course cycliste à la belle saison et en hiver, au cyclo-cross[réf. nécessaire]. Il puise à plusieurs reprises dans ce répertoire iconographique pour créer certains décors de ses poteries.
De son premier mariage en 1938 avec Victoria Albentosa-Garcia, républicaine espagnole réfugiée en 1937, naît le 26 avril 1941, un fils prénommé Francis, dans la ferme familiale. Victoria décède à la ferme en décembre 1944, elle est inhumée au cimetière de Buzet. Francis Cazenove meurt à Cambo-les-Bains (Pyrénées-Atlantiques) le 23 mars 2020. Il repose au cimetière de Lacapelle-Biron (Lot-et-Garonne).
En 1944, Yoland Cazenove se marie avec Gabrielle Drugeault, une institutrice originaire de Baule dans le Loiret.
Le couple s'installe en 1947 aux Choux (Loiret) où Gabrielle vient d'être mutée. Ils auront quatre enfants, Stéphane né en 1948, Olivier né en 1951, Sylvestre né en 1955 et Pâquerette, née en 1957.
En 1953, Gabrielle est mutée à Dry (Loiret). C'est là que Yoland Cazenove installe son atelier dans l'ancienne gare du village, mise à sa disposition par M. De la Rochetterie, le maire de l'époque. Il construit trois fours sur le terrain communal situé au bord de la route départementale 951. Cette date marque le véritable début de sa carrière de céramiste.
Gabrielle Cazenove est mutée en 1965 à l'école du Jardin des plantes d'Orléans. En 1983, Cécile Cazenove, la mère de Yoland, décède. 
En 1984, à l'âge de 70 ans, Yoland Cazenove découvre la marche athlétique grâce à son ami Antony Vair-Piova, l'un des meilleurs marcheurs français entre 1975 et 1985[réf. nécessaire], qui organisait des randonnées à Meung-sur-Loire. Grâce à son goût prononcé de la compétition, il va progresser très rapidement. Il s'engage dans des marches quasiment chaque dimanche sur sa distance favorite le 30 km. Puis, il se lance dans la préparation de grandes épreuves nocturnes telles que Bourges-Sancerre (après 57 km sur les flancs du piton sancerrois) ou La Source (Orléans)-Chambord (60 km au cœur de la Sologne arrivant au pied du château). Lors de sa dernière participation en 1997, il a parcouru les 60 km en 10 heures 30(soit une moyenne de 6,70 km/h), une très belle performance pour un homme de 83 ans. Malheureusement, l'arthrose a raison de ses genoux et le pousse à mettre un terme à sa carrière de marcheur, après une ultime marche nocturne de 20 km, la 10' édition du rallye Paris Tour-Eiffel en 1997.
Le 21 mars 1996, Gabrielle Cazenove est emportée par la maladie. Yoland Cazenove meurt le 9 juillet 2009 au Centre Hospitalier d'Orléans La Source à l'âge de 95 ans. Il repose au cimetière de Lailly-en-Val (Loiret).

## Parcours artistique

### Formation de peintre
Depuis son enfance, Yoland Cazenove s'adonne au dessin. Lors de son service militaire à Sathonay, entre 1935 et 1937, il obtient une permission spéciale pour suivre régulièrement les cours du soir de modèle vivant à l'école de tissage de Lyon. Il y prend le goût du portrait. À son retour, peu motivé par la perspective de devenir agriculteur, il intègre l'école des Beaux-Arts, section « affiches-publicité ». À cette époque, il conçoit des panneaux publicitaires pour les vitrines de grands magasins (« Au Bon Marché ») et dessine de nombreux portraits pour gagner sa vie.
En 1941, il rencontre le peintre agenais Jean Torthe qui lui fait découvrir à la peinture impressionniste d'Auguste Renoir ou Jean-Baptiste Camille Corot. Pour affiner sa culture picturale, il fréquente assidûment le Musée des Beaux-Arts d'Agen où il admire surtout l'autoportrait de Francisco de Goya et remarque la beauté des lustres qui mettent en valeur les faïences hispano-mauresques[réf. nécessaire]. Il apprécie également les œuvres de Rembrandt.
Il utilise essentiellement les techniques du pastel et de l'encre de Chine dans ses premières œuvres. Il réalise beaucoup de portraits et de paysages.

### Premiers pas dans la céramique
À son arrivée dans le Loiret, il poursuit son activité de peintre, mais peine de vendre ses paysages et ses portraits. Sur les conseils de sa seconde femme qui au cours de stages CEMEA a pratiqué un peu la poterie modelée à la main, il commence à s'intéresser à la céramique.
L'Exposition de céramiques de Pablo Picasso à la Maison de la Pensée Française qui se déroule du 27 novembre 1948 au 5 janvier 1949, est une véritable révélation pour lui, car ces œuvres allient la terre et le trait. Il va se documenter auprès des potiers de Saint-Amand-en-Puisaye et lit attentivement le livres traitant de céramique à la bibliothèque de Montargis. Il construit son premier four dans le jardin de l'école des Choux et « bûcheronne » pour l'alimenter. À la tuilerie Berger à Argent-sur-Sauldre, il se procure des plaques d'enfournement et d'importants conseils[réf. nécessaire]. C'est un apprentissage en autodidacte jalonné de nombreux échecs.
En 1950, la rencontre avec Francine Del Pierre, Diato et R. Duncan est décisive. Ils l'incitent à modeler « fin ». Dès lors, il adopte la technique du colombin aplati qu'il va pousser très loin puisque certaines œuvres sont translucides. Ils les comparent lui-même à des coquilles d'œuf[réf. nécessaire].
L'année 1953 est une année charnière dans sa carrière. En effet, son installation dans l'ancienne gare de Dry, à la suite de la mutation de sa femme dans l'école du village, marque l'abandon définitif de la peinture. Il commence la construction du « grand four », un four à bois avec une chapelle d'1,5 m3 à flamme renversée. Il permet la cuisson des grès de grand feu à des températures situées entre 1 350 à 1 400 °C.
Il décide d'abandonner tous les matériaux industriels issus du commerce à l'exception des montres réfractaires.
En 1965, il construit un second four à grès de petit volume qui lui permet de multiplier les essais d'engobes et d'émaux.
Il édifie en 1975 son troisième four, un petit four tunnel à bois pour la réalisation de pièces en raku.

### Sources d'inspiration
Yoland Cazenove s'est forgé une culture artistique et en particulier une connaissance de l'histoire de la céramique mondiale grâce à ses lectures dans les bibliothèques orléanaises et parisiennes, dont la bibliothèque Forney. L'éclectisme de ses sources d'inspiration allant des centres de création japonais majeurs aux céramistes français contemporains en passant par la céramique chinoise, les lustres hispano-mauresques, la céramique précolombienne, est une des caractéristiques majeures de son œuvre. 
Il entretenait une véritable relation charnelle avec la nature. Cette dernière lui fournissait à la fois les matières premières indispensables à la création de ses œuvres : les argiles (il mélangeait les différentes argiles qu'il glanait inlassablement un peu partout en France, mais principalement dans le Lot-et-Garonne), le bois (pour construire ou alimenter ses fours), les roches (qu'il broyait et mélangeait pour obtenir ses couvertes) et l'eau qu'il puisait à la force de ses bras dans son puits qu'il a avait creusé seul[réf. nécessaire].
Les pérégrinations avec sa femme Gabrielle ou ses marches quotidiennes étaient pour lui autant de moments qui lui permettaient de repérer des argiles ou de ramasser des fleurs, des pommes de pin, des cailloux, (dont son atelier regorgeait[réf. nécessaire]) qui par la suite devait lui inspirer une forme ou un décor.

## Expositions
- 1942 : Première participation au Salon des artistes français avec le portrait au pastel intitulé La vieille Thérèse
- 1950 : Dépôt d'œuvres à la galerie M.A.I. (Paris)
  - Exposition de dessins et de céramiques à la galerie Gréco (Bordeaux)
- 1952 : Exposition de dessins et céramiques au musée de Beaugency. C'est à cette occasion qu'ilrencontre son ami, le galeriste Robert Musson le 20 juin 1952 [9]
- 1953 : Exposition des grès à la galerie Grange (Lyon)
- 1961 : Première exposition à la galerie Musson (Orléans)
  - Autres expositions à la galerie Musson : 1966 - 1973 - 1978 - 1983 - 1988
- 1962-1964-1967 : Participe au concours international de céramique de Faenza (Italie)
- 1966 : Salon des Artistes Orléanais dont il est devenu sociétaire (Orléans)
- 1970 : Exposition de dessins anciens et céramiques au C.R.D.P. d'Orléans, dans le cadre du Salon des A.O. (Orléans)
- 1976 : Exposition à la galerie Capazza (Nançay)
- 1987 : Exposition à la galerie Epona (Paris)
- 1988 : Yoland Cazenove - Rétrospective 1950-1986, Musée des Beaux-Arts d'Orléans, du 8 juillet au 23 octobre 1988.
- 1991 : Collection Fina Gomez : 30 ans de céramique contemporaine, Musée des Arts décoratifs, du 12 mars au 23 juin 1991
- 1992 : Exposition à la galerie Leonelli (Lausanne, Suisse)
  - Exposition à la galerie Capazza (Nançay)
- 1994 : Exposition à la galerie Epona, (Paris)
- 1998 : Yoland Cazenove, la Magie du Feu, Musée des Beaux-Arts d'Orléans, du 30 juin au 11 octobre 1998. Cette exposition présente 54 céramiques appartenant aux collections des musées d'Orléans dont 40 issues du don de Marcel Gauthier, collectionneur et ami de Cazenove[10].
  - Le bois, le feu, l'émail, Musée Bernard-Palissy - Saint-Avit (Lacapelle-Biron)
- 1999 : Exposition L'énigme Bleue du temps à l'espace Pierre Cardin (Paris), exposition conçue et réalisée par la galerie Capazza, du 14 janvier au 24 janvier 1999.
- 2000 : Exposition à l'espace culturel Bertin Poirée (Paris), du 3 au 18 juillet 2000
- 2002 : Exposition à la galerie Pierre (Paris)
- 2003 : Collection céramique 1992-2002, Musée Bernard-Palissy - Saint-Avit (Lacapelle-Biron)
  - Exposition à la Maison de la céramique contemporaine (Giroussens)
- 2004 : Invité d'honneur du Grès contemporain (Saint-Amand-en-Puisaye)
- 2005 : Exposition à la galerie Pierre (Paris)
  - Biennale de céramique : Invité d'honneur (Le Grand-Pressigny)
  - Exposition à la Galerie Guy-Royan (Saint-Aubin-Châteauneuf)
  - Exposition à la galerie du Lavoir (Clamart)
  - Le Grès contemporain (Saint-Amand-en-Puisaye)
- 2006 : Exposition à la galerie Capazza (Nançay)
  - Exposition au maison de l'outil et de la pensée ouvrière (Troyes)
  - Terres de Feu, 40 céramistes contemporains à Brest, Musée des Beaux-Arts de Brest, du 22 mars au 27 août 2006.
  - Le Grès contemporain (Saint-Amand-en-Puisaye)
- 2007 : Exposition à la maison de la céramique, Centre culturel Chalosse-Tursan (Samadet)
  - Le Grès contemporain (Saint-Amand-en-Puisaye)
- 2008 : L'art de la Terre et du Feu-Hommage à Yoland Cazenove, 101e Salon des A.O (Orléans)
  - Artiste invité Sel (Sèvres)
  - Exposition dans l'atelier d'Evelyne Boinot (Paris)
  - Biennale de céramique (Précelles / Tuffe / Malicorne)
  - Le Grès contemporain (Saint-Amand-en-Puisaye)
- 2009 : Salon des Antiquaires (Orléans), du 6 au 9 mars 2009

## Collections
Certaines pièces de Yoland Cazenove sont conservées dans des musées en France :
- Musée national de céramique[11],[12]. Sèvres (Hauts-de-Seine) ;
- Musée des Arts Décoratifs[13]. Paris ;
- Musée des Beaux-Arts[14]Orléans (Loiret)
- Musée Bernard-Palissy - Saint-Avit. Lacapelle-Biron (Lot-et-Garonne).
- Musée du Grès. Saint-Amand-en-Puisaye (Nièvre)
- Musée des Beaux-Arts et d'Archéologie Joseph-Déchelette. Roanne (Loire)

Plusieurs institutions étrangères exposent également quelques-unes de ses pièces :
- Art Institute of Chicago. Chicago (États-Unis)[15].

#### Ouvrages de référence
- François Espagnet et Patrick H. Muller, Yoland Cazenove, Des reflets métalliques, Éditions La Revue de la Céramique et du Verre, 2009.
- Antoinette Fay-Halle, Cinquante ans de Céramique française, 1955-2005. Une collection nationale, Éditions de la Réunion des musées nationaux, 2005.
- Robert Muisson, La Céramique de Yoland Cazenove, Mémoires de la Société d'agriculture, belles-lettres, sciences et arts d'Orléans, série VI, tome 3, 1994, p. 129-137.

#### Catalogues d'exposition
- David Ojalvo et Marielle Ernould-Gandouet, Yoland Cazenove - Rétrospective 1950-1986, Musée des Beaux-Arts, Orléans, 1988.
- Yvonne Brunhammer (dir. et auteure), Marie-Laure Perrin, Collection Fina Gomez : 30 ans de céramique contemporaine, Musée des Arts décoratifs, 1991.
- Jean Girel, Le bois, le feu : l'émail, Musée Bernard-Palissy - Saint-Avit, Lacapelle-Biron, 1998.
- Ariane Grenon, Jean Girel, Jacqueline Lerat, Jean Biagini, Isabelle Perrin, Marie-Catherine Rey, Jean-François Juilliard, Collection céramique 1992 – 2002, Musée Bernard-Palissy - Saint-Avit, Lacapelle-Biron, 2003.
- Michel Le Gentil, Terres de Feu, 40 céramistes contemporains à Brest, Musée des beaux-arts de Brest, 2006.
- L'art de la terre et du feu, catalogue du 101e Salon des A.O, 2008.